# Љешево
Љешево је насељено мјесто у Босни и Херцеговини, у општини Илијаш, које административно припада Федерацији Босне и Херцеговине. Према попису становништва из 2013. у насељу је живјело 973 становника.

## Становништво
| Националност       | 1991.        | 1981.        | 1971.        |
| Муслимани          | 743 (71,10%) | 577 (82,90%) | 533 (68,77%) |
| Срби               | 249 (23,82%) | 57 (8,18%)   | 175 (22,58%) |
| Хрвати             | 38 (3,63%)   | 39 (5,60%)   | 55 (7,09%)   |
| Југословени        | 8 (0,76%)    | 13 (1,86%)   | 5 (0,64%)    |
| остали и непознато | 7 (0,66%)    | 10 (1,43%)   | 7 (0,90%)    |
| Укупно             | 1.045        | 696          | 775          |